# 好奇號巡邏艦
好奇號巡邏艦（俄语：Пытливый）是一艘俄羅斯海軍1135M海燕項目護衛艦，或稱為「Krivak II」級巡防艦，其曾在蘇聯海軍和俄羅斯海軍中服役。該艦於1981年4月16日下水，被設計用作反潛作戰，其武裝建基於梅特爾反艦導彈系統。作為黑海艦隊的一部分，該艦曾對阿爾及利亞、希臘和馬爾他進行友好訪問，並在馬爾他舉行了蘇聯共產黨總書記米哈伊爾·戈爾巴喬夫和美國總統喬治·H·W·布殊之間的會晤。1991年蘇聯解體後，該艦被轉移到俄羅斯海軍，經過三年的維修後，與他國海軍參加了多次的聯合演習。例如，2003年該艦與印度海軍一同行動，2005年則與意大利海軍合作。2006年，好奇號參加了北約的「積極奮進行動」（Operation Active Endeavour），並隨後成為21世紀初俄羅斯在地中海打擊恐怖主義的存在。該艦還參與了俄羅斯在敘利亞內戰中的干預行動。截至2021年，好奇號仍在服役中。

## 設計與開發
好奇號是1975年至1981年間下水的11艘1135M項目艦艇之一。1135項目，即「海燕」（俄文：Буревестник）級，是蘇聯海軍構想的一個相對較低成本的補充，用來配合1134A項目貝爾庫特A（北約代號「Kresta II」）和1134B項目貝爾庫特B（北約代號「Kara」）級反潛艦。1135M項目艦艇是在1972年發展的一個改進型，相較於基本的1135艦艇，它的排水量稍微增加，火炮也更重。該系列設計由N·P·索博洛夫負責，結合了強大的導彈武裝和適合遠洋作戰角色的良好耐波性。這些艦艇被指定為「護衛艦」（Сторожевой Корабль，SKR），以反映它們比早期級別的成員更具有反艦能力，並符合蘇聯在海岸附近為友軍潛艇創造受保護區域的戰略。北約部隊將這些艦艇稱為「Krivak II」級巡防艦。
好奇號的標準排水量為2,935噸（2,889長噸；3,235短噸），滿載排水量為3,305噸（3,253長噸；3,643短噸），總長123米（403英尺7英寸），寬度為14.2米（46英尺7英寸），吃水深度為4.5米（14英尺9英寸）。動力由兩組22,000馬力（16,000千瓦）的M7K動力裝置提供，每組動力裝置由一個17,000馬力（13,000千瓦）的DK59和一個5,000馬力（3,700千瓦）的M62燃氣渦輪機組成，排列成COGAG設置，驅動一個固定螺旋槳。設計速度為32節（59公里/小時；37英里/小時），在14節（26公里/小時；16英里/小時）的速度下航行時的續航距離為3,900海里（7,223公里；4,488英里）。該艦的船員總共有194人，其中包括23名軍官。

### 武裝和感測系統
好奇號主要用於反潛作戰，配備了4枚URPK-5 Rastrub導彈（北約代號SS-N-14「Silex」），並搭載了2組4聯裝533毫米（21英寸）魚雷發射器和兩組RBU-6000 213毫米（8英寸）Smerch-2反潛火箭發射器，用於進行反潛作戰。同時，URPK-5和魚雷也具有反艦能力。防空方面，該艦搭載了40枚4K33 OSA-M（北約代號SA-N-4「Gecko」）地對空導彈，這些導彈從兩組雙聯裝ZIF-122發射器發射。艦尾還裝有2門100毫米（4英寸）AK-100艦炮，呈超重疊配置。
該艦配備了一套設施齊全的感測系統，包括一個MR-310A Angara-A空中/水面搜索雷達、唐導航雷達、MP-401S Start-S電子戰支援系統（ESM）和Spectrum-F激光警示系統。艦炮的火控由MR-143 Lev-214雷達提供。該艦還配備了豐富的聲納設備，包括艏部安裝的MG-332T Titan-2T和拖曳陣列的MG-325 Vega，其射程可達15公里（9.3英里）。此外，該艦還配備了PK-16副煙幕發射系統，可使用箔片作為導彈防禦手段。

## 建造與服役
好奇號的建造始於1979年6月27日，由位於加里寧格勒的揚塔爾造船廠（造船廠號169）進行。該艦於1981年4月16日下水。該艦是在該造船廠建造的該級別的第11艘，也是最後一艘，建造過程耗時130萬小時，相比該級別的第一艘，節省了39％的時間。該艦以俄文中的「好奇」一詞為名，於同年11月30日服役，並加入了黑海艦隊。

### 蘇聯海軍服役時期

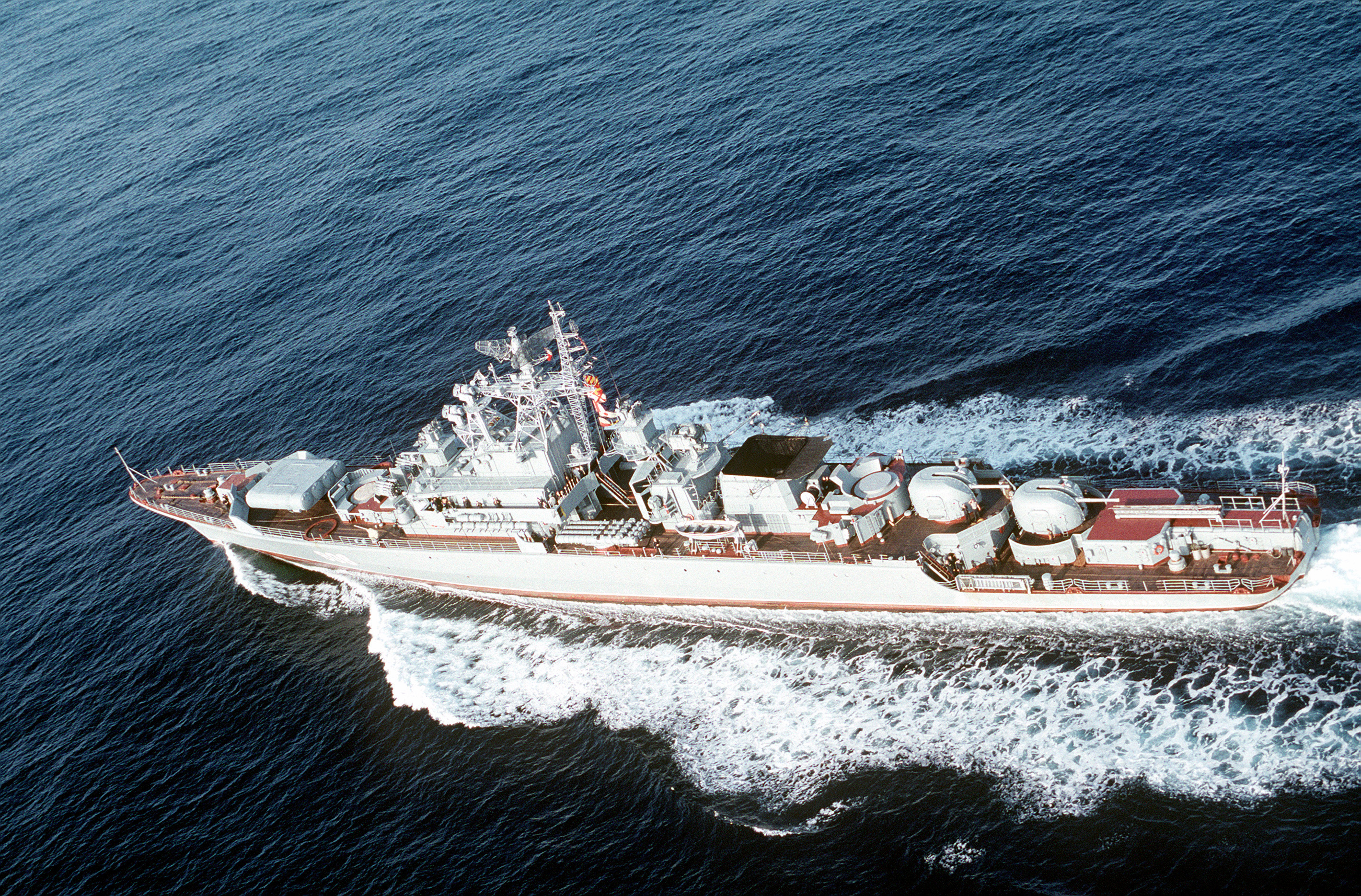
好奇號，攝於1991年12月10日

在初步試航之後，好奇號被派往外國港口進行任務，以促進蘇聯與其他國家之間的友好關係。1988年5月30日，該艦抵達阿爾及爾港口，進行友好訪問，停留至1988年6月3日。1989年12月2日，該艦在馬爾他瓦萊塔舉行了蘇聯共產黨總書記米哈伊爾·戈爾巴喬夫和美國總統喬治·H·W·布殊之間的會晤。該艦於1990年1月23日訪問了希臘比雷埃夫斯港，期間由好奇號的水手和其他蘇聯音樂家組成的樂隊在岸邊演奏音樂會，船員還參加了與希臘水手的體育活動。

### 俄羅斯海軍服役時期
隨著蘇聯於1991年12月26日解體，好奇號被轉移到了俄羅斯海軍。該艦繼續為黑海艦隊的一部分。1993年9月7日，該艦返回揚塔爾造船廠進行維修。經過稍微超過三年的修復過程，該艦重新投入使用。1999年3月31日，好奇號加入了由戈洛夫科海軍上將號巡洋艦和刻赤號巡洋艦領導的俄羅斯艦隊，一同穿越博斯普魯斯海峽進入亞得里亞海。在這次航行之前，俄羅斯與土耳其進行了重要的外交活動，以確保戰艦能夠順利從黑海通過海峽。這是俄羅斯海軍能力的一個重大變革。此前，由於蒙特勒海峽制度公約對土耳其海峽的限制，他們不得不依賴波羅的海艦隊的成員在地中海執行任務。
到了2001年，好奇號是少數仍在服役的1135M項目艦艇之一。在接下來的幾年裡，該艦參與了與其他海軍的多次聯合行動。2003年5月22日，該艦參加與印度海軍的第一次INDRA演習。2005年7月11日，該艦在意大利那不勒斯停靠，進行了為期兩天的訪問，包括歡迎意大利海軍水手登上該艦參觀。隨後的2006年9月15日，該艦加入了北約的「積極奮進行動」，在地中海執行反恐巡邏任務。一艘俄羅斯艦艇參與北約行動在當時是具創新性及有爭議性的，也很短暫，僅持續了一個星期。該行動涉及共享通信代碼、操作程序和其他通常僅限於盟國的秘密信息，這在冷戰時期是不可想像的。這交流導致了隨後幾年間俄羅斯和北約之間的達成其他類似合作。
隨後，好奇號參與了俄羅斯在敘利亞內戰的軍事介入，並繼續作為俄羅斯在地中海的存在之一。該艦隊包括彼得大帝號戰列巡洋艦，表面上是為了保護俄羅斯船隻免受恐怖主義和海盜的威脅，並在敘利亞塔爾圖斯設有前進基地。截至2021年，該艦仍在服役，往來於黑海和地中海之間。
2023年8月17日，俄羅斯媒體報導指烏克蘭武裝部隊試圖使用一艘無人艇攻擊俄羅斯黑海艦隊的船隻，而好奇號和瓦西里·貝科夫號巡邏艦擊退攻擊。

### 引文
1. 1 2  Pavlov 1997，第132頁.
2. ↑  Balakin 2001，第5頁.
3. ↑  Balakin 2001，第18頁.
4. ↑  Balakin 2001，第23頁.
5. ↑  Friedman 1985，第346頁.
6. 1 2  Baker 2002，第637頁.
7. 1 2  Balakin 2001，第17頁.
8. ↑  Baker 2002，第637–638頁.
9. ↑  Apalkov 2005，第80頁.
10. ↑  Apalkov 2005，第81頁.
11. ↑  Balakin 2001，第16頁.
12. 1 2 3  Apalkov 2005，第83頁.
13. ↑  Balakin 2001，第8頁.
14. ↑  Thompson 2010，第428頁.
15. ↑  . Krasnya Zvezda. 1988-05-28: 3 （英语）.
16. ↑  Pasyakin, V. . Krasnya Zvezda. 1990-01-23: 3 （英语）.
17. ↑  Sharpe 1996，第544頁.
18. ↑  . Marine News. 1999年5月, 53 (6): 270 （英语）.
19. ↑  Polmar 1991，第13頁.
20. ↑  Balakin 2001，第28頁.
21. ↑  . The Tribune, Chandigari. 2003-05-05 （英语）.
22. ↑  . Sputnik. 2005-07-12 （英语）.
23. ↑  Adomeit 2007，第17頁.
24. ↑  Pouliot 2010，第175頁.
25. ↑  Jones 2020，第77頁.
26. ↑  Tilenni 2016，第8頁.
27. ↑  . Ministry of Defence of the Russian Federation. （原始内容存档于2021-11-26） （英语）.
28. ↑  . 2023-08-18  [2023-08-20] （俄语）.

### 引用書目
- Adomeit, Hannes.  (PDF) (报告). FG 5 2007. Berlin: German Institute for International and Security Affairs. 2007-01  [2023-08-19]. （原始内容存档 (PDF)于2023-12-19） （英语）.
- Apalkov, Yuri Valentinovich.  [Anti-submarine ships Part 1. Anti-submarine cruisers, large anti-submarine ships and patrol ships]. St Petersburg: Galeya. 2005. ISBN 978-5-81720-094-2 （俄语）.
- Baker, A. D. . Annapolis: Naval Institute Press. 2002  [2023-08-19]. ISBN 978-1-55750-242-1. （原始内容存档于2023-02-05） （英语）.
- Balakin, S.  [Bditelnyy: Patrol Ship Project 1135]. Marine Collection 6. 2001 （俄语）.
- Friedman, Norman. . Chumbley, Stephen  (编). . Annapolis: Naval Institute Press. 1985: 337–426. ISBN 978-1-55750-132-5 （英语）.
- Jones, Seth G.  (报告). Washington: Center for Strategic and International Studies (CSIS). 2020  [2023-08-19]. （原始内容存档于2023-01-08） （英语）.
- Pavlov, Aleksandr Sergeevich. . Annapolis: Naval Institute Press. 1997. ISBN 978-1-55750-671-9 （英语）.
- Polmar, Norman.  5. Annapolis: Naval Institute Press. 1991. ISBN 978-0-87021-240-6 （英语）.
- Pouliot, Vincent. . Cambridge: Cambridge University Press. 2010. ISBN 978-0-52119-916-2 （英语）.
- Sharpe, Richard. . London: Janes. 1996. ISBN 978-0-71061-355-4 （英语）.
- Thompson, Delia. . Oxford: Oxford University Press. 2010. ISBN 978-0-19957-643-2 （英语）.
- Tilenni, Giulia.  (PDF). European Security and Defence. 2016-11, (6): 7–9  [2023-08-19]. （原始内容存档 (PDF)于2021-10-10） （英语）.